# Gymnelia patagiata
Gymnelia patagiata är en fjärilsart som beskrevs av Dyar. Gymnelia patagiata ingår i släktet Gymnelia och familjen björnspinnare. Inga underarter finns listade i Catalogue of Life.